# Turnera genistoides
Turnera genistoides är en passionsblomsväxtart som beskrevs av Jacques Cambessèdes. Turnera genistoides ingår i släktet Turnera och familjen passionsblomsväxter. Inga underarter finns listade i Catalogue of Life.